# Solaris Bus & Coach
Solaris Bus & Coach Sp. z o.o. ist ein polnischer Omnibushersteller, der aus dem Neoplan-Lizenznehmer Neoplan Polska hervorgegangen ist und seit 2018 vollständig zum spanischen Schienenfahrzeughersteller Construcciones y Auxiliar de Ferrocarriles (CAF) gehört. Hauptprodukte sind Kraftomnibusse und Oberleitungsbusse sowie bis Ende 2018 auch Straßenbahn-Gelenkwagen. Ansässig ist das Unternehmen in Bolechowo-Osiedle in der Nähe von Posen.

## Geschichte

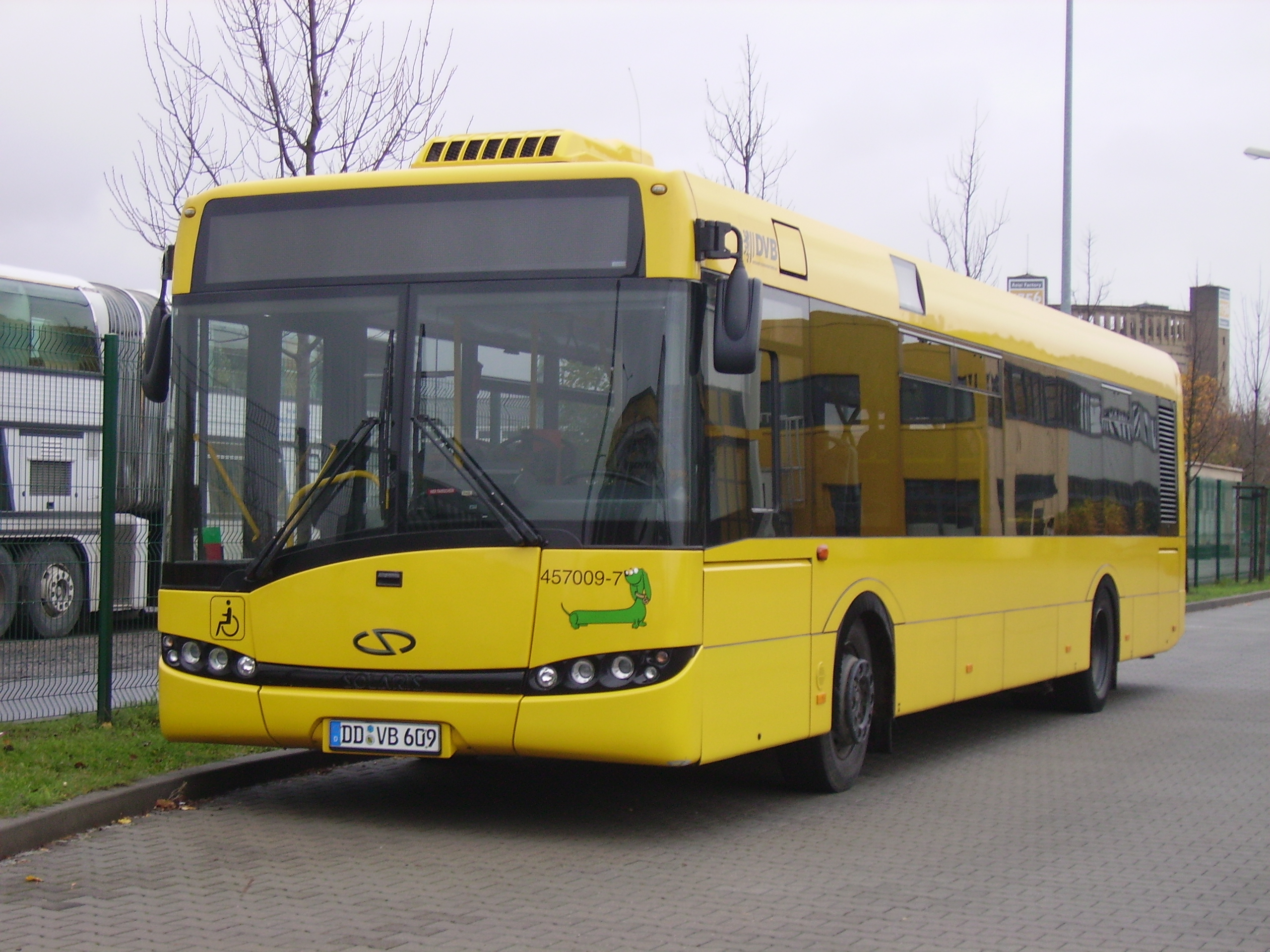
Niederflur-Linienbus Solaris Urbino 12 in Dresden

Das Unternehmen wurde 1994 unter dem Namen Neoplan Polska Sp. z o.o. als Vertriebsbüro in Familienbesitz gegründet. Eigentümer Krzysztof Olszewski war zuvor über 15 Jahre in Führungspositionen im Neoplan-Werk in Berlin tätig gewesen. Der erste abgesetzte Bus war ein Neoplan N 4020 für den städtischen Busbetrieb der polnischen Hauptstadt Warschau. Nach dem Gewinn einer Ausschreibung über 72 Busse für die städtischen Verkehrsbetriebe Poznań eröffnete die Firma 1996 eine eigene Fabrik im nahe gelegenen Bolechowo, wo Niederflur-Linienbusse sowie Reisebusse in Neoplan-Lizenz gefertigt wurden. Neoplan Polska wurde innerhalb weniger Jahre zum polnischen Marktführer für Stadtbusse.
In der zweiten Hälfte der 1990er Jahre baute Neoplan Polska ein eigenes Entwicklungsbüro auf, das für Forschungs- und Entwicklungsarbeiten zuständig war. Darauf stellte Solaris in der Anfangszeit alle 2–3 Jahre neue Modelle vor. Um das Jahr 2000 waren im Entwicklungsbüro über 60 Mitarbeiter, 2010 140 Personen beschäftigt.
1999 stellte Neoplan Polska den eigenständig entwickelten Niederflur-Stadtbus „Solaris Urbino“ vor, der unter besonderer Berücksichtigung der Wünsche bisheriger Kunden entstanden war. Die optische Gestaltung erfolgte durch das Berliner Design-Atelier IFS. Gleichzeitig wurde ein grüner Dackel als Maskottchen eingeführt. Im folgenden Jahr wurde als erster Exportauftrag ein (15 m langer) Urbino 15 ins tschechische Ostrava geliefert, im selben Jahr folgten zwei (12 m lange) Urbino 12 für ein Busunternehmen in Berlin. Nachdem der Lizenzgeber Gottlob Auwärter seit 1999 mit 30 % am Unternehmen beteiligt gewesen war, ging das Unternehmen im Jahr 2000 wieder vollständig in den Besitz der Familie Olszewski über. Nach der Übernahme der Gottlob Auwärter GmbH & Co. KG mit der Marke „Neoplan“ durch MAN in Deutschland erfolgte im September 2001 die Umfirmierung in Solaris Bus & Coach Sp. z o.o., zur gleichen Zeit endete mit dem zunehmenden Erfolg der eigenen Produktfamilie die Produktion von Neoplan-Lizenzbauten.
Im selben Jahr erweiterte Solaris seine Produktpalette um eigenständig entwickelte Reisebusse, bezeichnet als „Vacanza“, sowie um niederflurige Oberleitungsbusse auf Basis des Urbino, die die Bezeichnung „Trollino“ erhielten. Mit diesen Modellen konnten weitere Erfolge auch im Exportgeschäft erzielt werden. So eröffnete beispielsweise die italienische Hauptstadt Rom ihren 1972 eingestellten Oberleitungsbusbetrieb im Jahr 2005 mit Solaris-Fahrzeugen. Seit 2004 sind die Linienbusse von Solaris wahlweise mit Erdgasantrieb erhältlich, ebenso wurden alle Produktfamilien optisch und technisch überarbeitet und die Urbino-Reihe um eine Low-Entry-Variante erweitert. Im Juli 2005 erfolgte die Umwandlung in eine Aktiengesellschaft, der Unternehmensname lautet seitdem Solaris Bus & Coach S.A. 2005 wurden 610 Omnibusse hergestellt, von denen 80 % in den Export gingen. Gleichzeitig bestellten die Berliner Verkehrsbetriebe (BVG) im Rahmen des für Solaris bis dahin größten Auftrags 260 Gelenkbusse Urbino 18 zur Lieferung in den folgenden Jahren.
Im Rahmen der Expansion begann 2005 eine sich über mehrere Jahre erstreckende Erweiterung des Fabrikkomplexes. 2006 stellte Solaris einen Gelenkbus auf Basis des Urbino vor, der über einen Hybridantrieb verfügt. Das als Urbino 18 Hybrid bezeichnete Fahrzeug erlebte seine ersten Einsätze in Deutschland bei der Bochum-Gelsenkirchener Straßenbahnen AG (Bogestra) und war der erste europäische Bus, der serienmäßig Hybridtechnologie nutzt. Die Produktpalette wurde außerdem 2007 um den Midibus „Alpino“ erweitert, der speziell für enge Innenstädte sowie kurvenreiche Bergstraßen in den Alpen entwickelt wurde. 2008 folgten weitere Low-Entry-Varianten von Modellen der Urbino-Reihe.
Den bislang größten Einzelauftrag erhielt Solaris im Juli 2008 durch das Athener Verkehrsunternehmen EThEL, das 320 Niederflurbusse bestellte, die Ende 2008 bis Anfang 2009 geliefert wurden. In der gleichen Zeit erhielt das Unternehmen einen weiteren Großauftrag über 150 Urbino-Busse für die städtischen Busbetriebe Warschaus.

Solaris Urbino 18 Hybrid in Bremen

Krzysztof Olszewski war von Beginn an bis Oktober 2008 der Vorstandsvorsitzende von Solaris. Nach langjähriger Bekleidung dieser Funktion wechselte er an die Spitze des Aufsichtsrats von Solaris Bus & Coach. Die Position des Vorstandsvorsitzenden übernahm seine Frau Solange, die früher im Unternehmen für Kundenbeziehungen zuständig war.
Im September 2011 wurde der Prototyp des Stadtbusses mit elektrischem Antrieb Solaris Urbino electric vorgestellt. Genau ein Jahr später wurde während der IAA Nutzfahrzeuge 2012 in Hannover der Elektrobus in 12-Meter-Ausführung präsentiert. 2012 verkaufte Solaris erstmals Elektrobusse. Weitere Produkt-Neuheiten im Jahr 2012 waren der Gelenkbus Urbino 18.75 sowie eine überarbeitete Ausführung des Hochflur-Überlandbusses InterUrbino. Das Unternehmen war ebenfalls im Segment der Schienenfahrzeuge aktiv. Die Jenaer Nahverkehr GmbH setzt seit 2014 fünf Solaris-Straßenbahn-Gelenktriebwagen in Zweirichtungsausführung ein. 2012 unterzeichnete Solaris zwei weitere Verträge für Straßenbahnwagen. Einer kam aus Braunschweig, der zweite aus dem polnischen Olsztyn.
Seit Beginn der Produktion im Jahr 1996 verließen annähernd 10.000 Fahrzeuge die Fabrik. Sie fahren bei Kunden in 26 Ländern. Solaris Bus & Coach S.A. beschäftigt über 2000 Mitarbeiter in Polen, mehr als 300 weitere arbeiten für ausländische Tochterunternehmen.
Bis 2018 befand sich das Unternehmen im vollständigen Besitz der Familie Olszewski. Im Juli 2018 wurde der Verkauf an den spanischen Transporttechnikhersteller CAF bekannt. Am 4. September 2018 war die vollständige Übernahme abgeschlossen. „Mit dem Aufkauf von Solaris will sich CAF in einem zum bisherigen Produktportfolio komplementären Marktsegment etablieren. Der entscheidende Anreiz ist dabei, sich von einem Hersteller für Schienenfahrzeuge zu einem Spezialisten für den kompletten urbanen Verkehr mit Lösungen im Elektromobilitäts- und multimodalen Haus-zu-Haus-Bereich weiterzuentwickeln.“ Im Anschluss an den Erwerb gab CAF 35 Prozent der Aktien an den staatlichen Polnischen Investmentfonds weiter. Die Anteile am mit Stadler Rail im April 2017 gegründeten Joint Venture Solaris Tram wurden hingegen im vierten Quartal 2018 vollständig an Stadler veräußert.

## Geschäftsdaten

### 2011
2011 wurden bei einem Umsatz von 370 Mio. Euro (2007: 714 Mio. Złoty / 189 Mio. Euro) 1205 Omnibusse hergestellt, von denen 687 exportiert wurden (2007: 702 Omnibusse insgesamt, 400 exportiert). In Polen war Solaris Bus & Coach Marktführer mit einem Marktanteil von 42 %, im Segment der Stadt- und Überland-Linienbusse mit einem Anteil von 54 %. Im größten Exportmarkt Deutschland war Solaris mit 6 % Marktanteil stärkster Importeur (2007: 5 % Marktanteil) und drittstärkste Kraft nach den deutschen Konzernen EvoBus und Neoman.

### 2012
2012 verkaufte Solaris insgesamt mehr als tausend Fahrzeuge. 28 % davon wurden an polnische Kunden geliefert. Mit einem Anteil von 46,6 % am heimischen Markt für Stadtbusse im Jahr 2012 ist Solaris Marktführer in Polen. In Deutschland baute Solaris seinen Anteil am deutschen Stadtbusmarkt im Jahr 2012 von 10 % auf 13 % aus. In Österreich konnte das Unternehmen seinen Marktanteil im Segment der Stadtbusse von 5,9 % im Jahr 2011 auf 13,5 % im Jahr 2012 erhöhen.

### 2014
Insgesamt wurden im Laufe des Jahres 1380 Busse ausgeliefert. 280 Fahrzeuge wurden an polnische Kunden ausgeliefert, vor allem niederflurige Stadtbusse aus der Urbino-Familie. Die größte Zahl der exportierten Fahrzeuge ging nach Deutschland. Dort wurden insgesamt 197 Solaris-Busse gekauft. Weitere große Exportmärkte waren Bulgarien (146 Busse), Tschechien (128 Busse) und Italien (102 Busse).

### 2016
2016 wurden genau 1300 Busse ausgeliefert. 471 wurden in Polen verkauft, damit ist Solaris in Polen Marktführer mit einem Anteil von 66 % am Gesamtmarkt. Zweitgrößter Markt für Solaris war Deutschland gefolgt von Italien, wo durch einen Großauftrag der COTRAL über 300 Busse verkauft wurden.

### 2017
2017 wurde mit insgesamt 1397 Bussen und O-Bussen ein neuer Produktionsrekord bei Solaris aufgestellt. 952 Busse gingen in den Export. Der größte Exportmarkt war 2017 Italien (225 Busse), gefolgt von Deutschland (200 Busse) und Norwegen (109 Busse).

### 2018
2018 wurden 1226 Busse gebaut.

### 2019
2019 war ein Rekordjahr für Solaris. Es wurden insgesamt 1487 Busse gebaut. Größter Absatzmarkt mit 434 Bussen war wieder Polen, gefolgt von Deutschland (283 Busse) und Belgien (160 Busse). 162 der ausgelieferten Busse waren E-Busse.

## Werke
Die Endmontage von Bussen und Oberleitungsbussen befindet sich in Bolechowo (Czerwonak), in der Nähe von Posen. Außerdem besitzt Solaris drei andere Produktionsstätten: zwei in Środa Wielkopolska (Schweißen von Bus- und Oberleitungsbusgerippen sowie Schweißen von sog. Straßenbahnkasten) sowie eine in Posen (Endmontage von Schienenfahrzeugen).

## Produkte
Die Fahrzeuge von Solaris besitzen ein Rohbau-Gerippe aus nichtrostendem Stahl und Beplankungen aus Dibond-Aluminiumverbundstoff und sind damit sehr korrosionsbeständig. Ein erheblicher Teil der technischen Komponenten stammt von Zulieferern aus Deutschland und Europa. Das Design der Fahrzeuge fällt vor allem durch sein Formenspiel auf; charakteristisch sind beispielsweise die asymmetrisch geformten Frontscheiben. Derzeit werden von Solaris folgende Fahrzeugtypen angeboten:

### Linienbusse mit Verbrennungsmotor

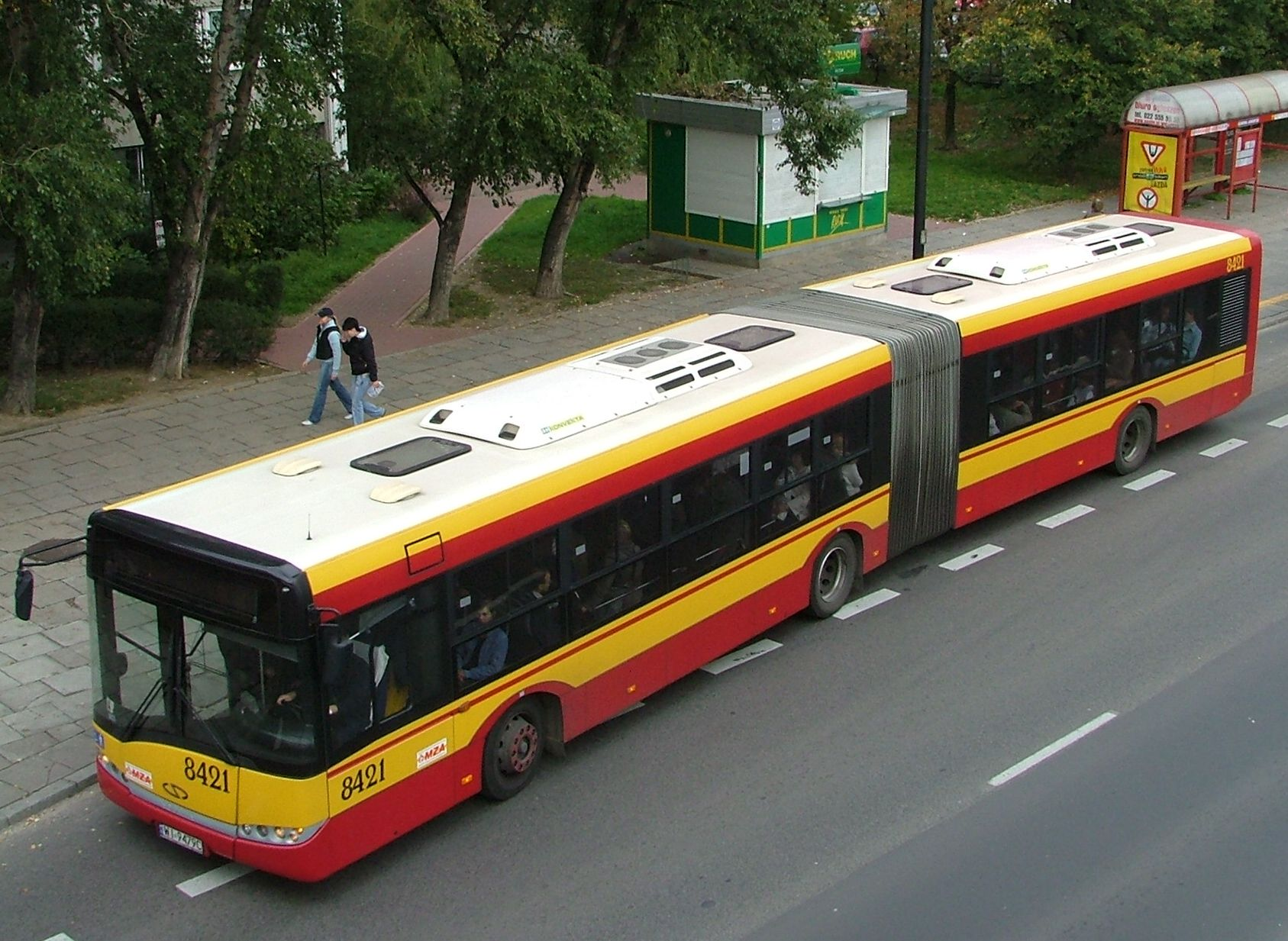
Gelenkbus Urbino 18 in Warschau

Die Urbino-Busse der zweiten Generation fallen durch ihre stark abgerundete Dachkante auf. Zur besseren Integration der seitlichen Linienanzeigen wurde dies bei der aktuellen dritten Generation geändert.
- Alpino 8,6: Midibus, Länge 8,6 m (Produktion: 2007–2018)
- Alpino 8,9 LE: Midibus in Low-Entry-Bauweise, Länge 8,9 m, Breite 2,4 m (Produktion: 2007–2013, Nachfolger: Urbino 8,9 LE)
- Urbino 8,9 LE: Midibus in Low-Entry-Bauweise, Länge 8,9 m, Breite 2,4 m (Produktion: 2013–2021, Nachfolger: Urbino 9 LE electric)
- Urbino 10: kurzer zweiachsiger Linienbus, Länge 10 m (Produktion: 2002–2017)
- Urbino 10.5: zweiachsiger Linienbus, Länge 10,55 m (verkürzter 12-m-Bus, zwei- oder dreitürig) (Produktion: seit 2017)
- Urbino 12: zweiachsiger Linienbus, Länge 12 m (zwei- oder dreitürig)
- Urbino 12 CNG: zweiachsiger Linienbus mit Erdgas-Antrieb, Länge 12 m (zwei- oder dreitürig)
- Urbino 12 LE: zweiachsiger Low-Entry-Bus, Länge 12 m
- Urbino 15: dreiachsiger Linienbus, Länge 15 m
- Urbino 15 LE: dreiachsiger Low-Entry-Bus, Länge 15 m[8]
- Urbino 18: dreiachsiger Gelenkbus, Länge 18 m (drei- oder viertürig)
- Urbino 18 CNG: dreiachsiger Gelenkbus mit Erdgas-Antrieb, Länge 18 m (drei- oder viertürig)
- Urbino 18 LE: dreiachsiger Gelenkbus in Low-Entry-Bauweise, Länge 18 m (dreitürig)
- Urbino 18,75: dreiachsiger Gelenkbus, Länge 18,75 m (drei- oder viertürig)

Der Alpino hat eine Breite von 2,4 m, die Modelle der Urbino-Produktfamilie sind 2,55 m breit. Die Fahrzeuge nutzen die Niederflurtechnik.
Die Busse sind serienmäßig mit Dieselmotoren von DAF oder Cummins ausgerüstet, die Modelle Urbino 12 und 18 sind auch mit Erdgasmotoren von Cummins, früher auch mit solchen von Iveco erhältlich. In dieser Ausführung erhalten die Modelle Bezeichnungen mit dem Zusatz „CNG“.
Auf dem 58. UITP-Weltkongress vom 7. bis 11. Juni 2009 in Wien stellte Solaris den Urbino New Edition vor. Bei diesem Modell wurden der Innenraum und der Fahrerarbeitsplatz neu gestaltet. Das Kernstück der Innengestaltung ist eine Deckenkonstruktion aus illuminiertem Kunststoff, die mit konstanter Ausleuchtung das Sicherheitsgefühl der Fahrgäste steigern soll. Die Touch-Screen-Technologie des Fahrerarbeitsplatzes soll eine situationsbezogene Instrumentenanzeige ermöglichen.
Seit 2015 wird die 4. Urbino Generation IV mit kantigerem Design ausgeliefert.

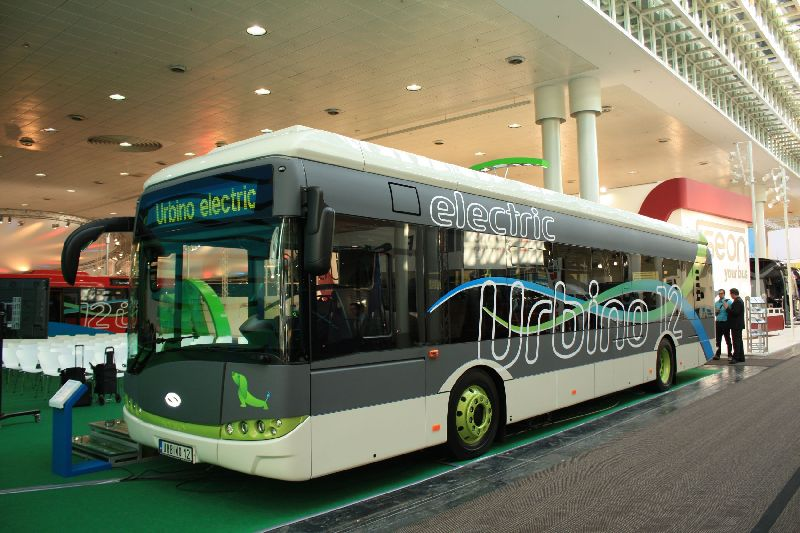
Solaris Urbino 12 electric

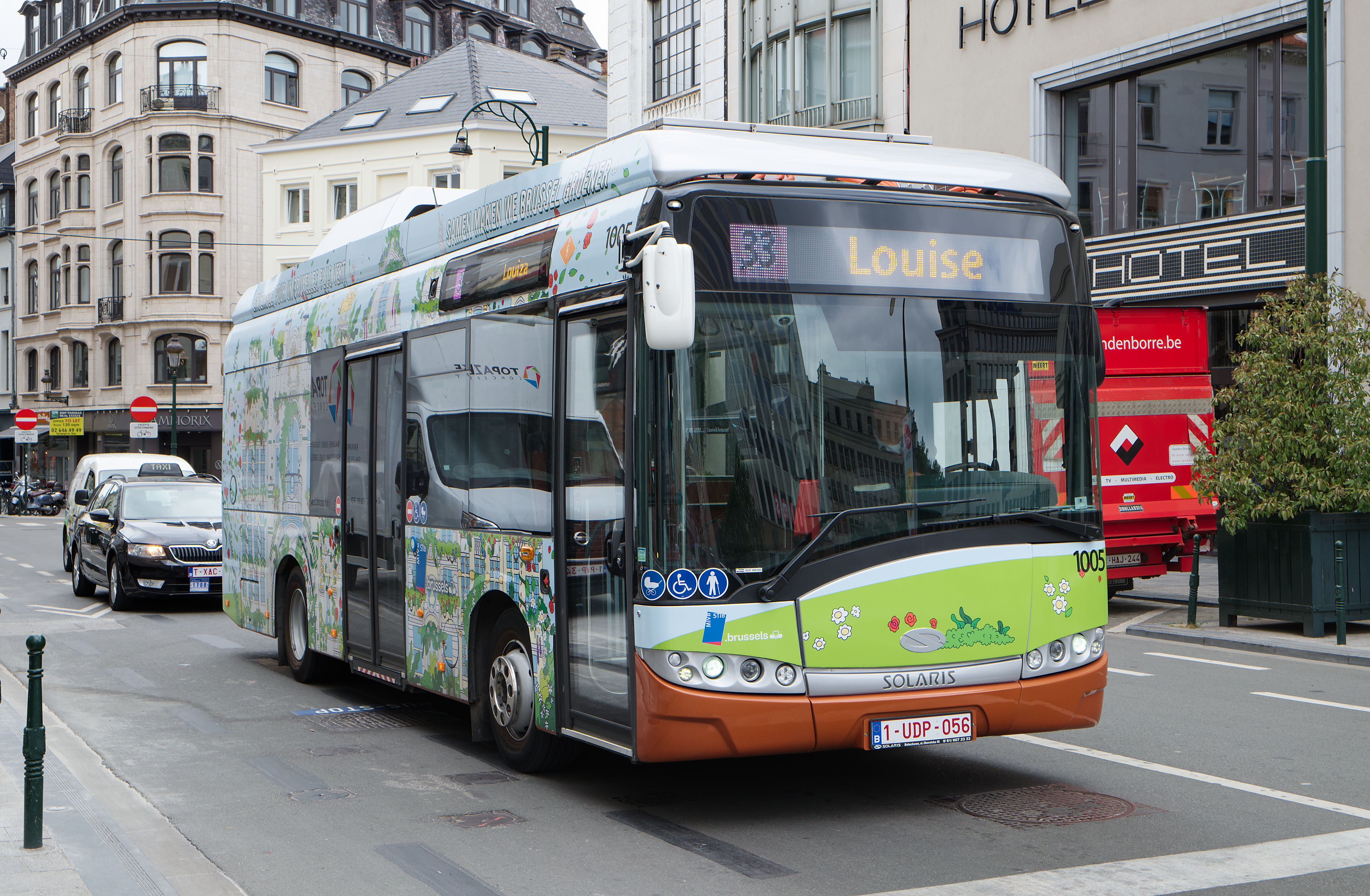
Solaris Urbino 8,9 electric in Brüssel

### Linienbusse mit Elektroantrieb
- Urbino 8,9 electric: Midibus in Low-Entry-Bauweise, Länge 8,9 m, Breite 2,4 m[25] (Produktion: 2013–2021)
- Urbino 9 LE electric: Midibus in Low-Entry-Bauweise, Länge 9 m, Breite 2,4 m (Produktion: seit 2021)
- Urbino 12 electric: zweiachsiger Linienbus, Länge 12 m (zwei- oder dreitürig)
- Urbino 15 LE electric: dreiachsiger Low-Entry-Bus, Länge 15 m (zwei- oder dreitürig)
- Urbino 18 electric: dreiachsiger Gelenkbus, Länge 18 m (drei- oder viertürig)
- Urbino 12 hydrogen[26]: zweiachsiger Linienbus mit Brennstoffzelle zur Umwandlung von Wasserstoff in Strom (zwei- oder dreitürig)
- Urbino 18 hydrogen: dreiachsiger Gelenkbus mit Brennstoffzelle zur Umwandlung von Wasserstoff in Strom (drei- oder viertürig)

Der Elektroantrieb des Solaris Urbino electric stammt von Kiepe Electric und bringt eine Leistung von 120 kW. Beim 12-m-Elektrobus wird ein Asynchronmotor mit 160 kW, beim Gelenkbus ein solcher mit 240 kW verwendet. Den 12-m-Elektrobus gibt es optional auch mit Radnabenmotoren von ZF (AVE 130, 2 × 60 kW). Die Energie für den Antrieb wird von zwei flüssigkeitsgekühlten 600-V-Lithium-Ionen-Batterien mit einer Nennkapazität von 120 kWh gespeichert. Im Falle der neuen Batterie High Energy+ beträgt die Reichweite 200 Kilometer. Zwei Batteriebusse für Hamburg und zehn O-Busse für Riga wurden 2014 mit wasserstoffbetriebenen Range Extendern ausgestattet.

Urbino 12 hydrogen in Wien Oberdöbling, Testfahrt am 39A

2019 wurde der Wasserstoffbus Urbino 12 hydrogen mit einer 70 kW starken Brennstoffzelle von Ballard Power Systems vorgestellt. Erster Käufer war SASA aus Bozen, das zwölf Exemplare bestellte. Anfang 2020 orderten Regionalverkehr Köln (RVK) und WSW mobil gemeinsam 25 Busse, davon 15 für Köln und 10 für Wuppertal. Ein Fahrzeug wurde im Juni 2020 von den Wiener Linien getestet. Im Jahr 2021 wurden zehn Urbino 12 hydrogen an einen Arriva-Verkehrsbetrieb in der niederländischen Provinz Gelderland geliefert. Wuppertal, Köln und Frankfurt haben ebenfalls Fahrzeuge dieses Typs beschafft. Im Januar 2024 bestellte die Ruhrbahn 19 Exemplare, zur Auslieferung zwischen 2024 und 2025. Die RVK stockt ihre Urbino Hydrogen-Flotte 2024 weiter auf, die insgesamt geplanten 108 Brennstoffzellenbusse werden mit insgesamt 33,888 Mio. Euro durch das Bundesministerium für Digitales und Verkehr subventioniert.

### InterUrbino

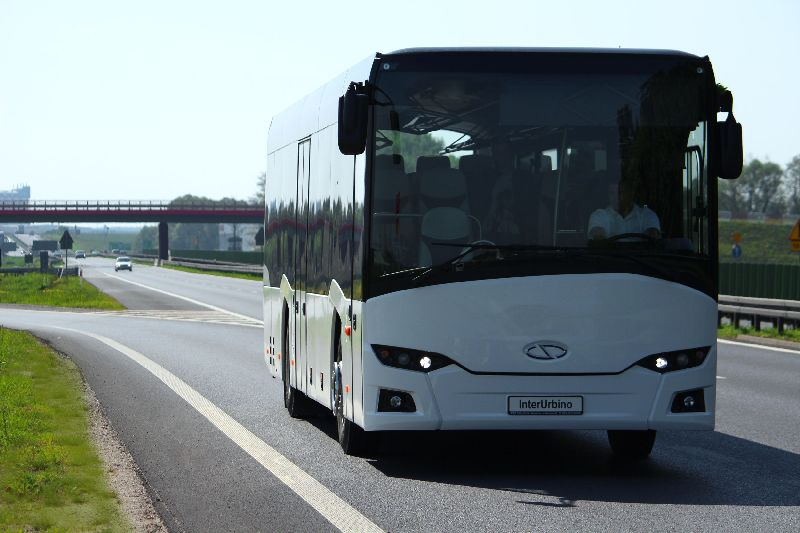
Solaris InterUrbino 12

- InterUrbino 12: Überland-, Schulbus, Länge 12 m
- InterUrbino 12,8: Überland-, Schulbus, Länge 12,8 m

Indem der Fahrgastraum frei gestaltet werden kann, ist der InterUrbino auch für einen Einsatz als Schulbus gerüstet. Von dieser Ausstattung abhängig ist die maximale Zahl der Sitzplätze im Fahrzeug. In der Regionalbus-Ausführung beträgt sie 55, als Schulbus 59.
Im Antriebsstrang werden drei verschiedene Dieselmotoren (DAF PR 9,2l; Cummins ISB 6,7l, FPT/Iveco Tector 5,9l) und vier Getriebe (ZF 6-Gang-Schaltgetriebe, ZF Ecolife, Voith Diwa 5, Allison Torqmatic) zur Auswahl gestellt.

### Hybridbusse

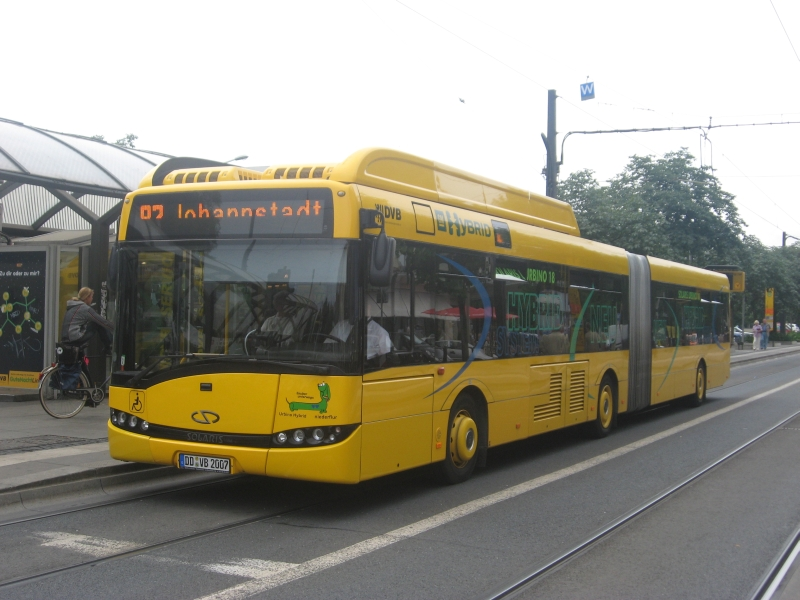
Solaris Urbino 18 Hybrid in Dresden

- Solaris Urbino 12 Hybrid: zweiachsiger Hybridbus, Länge 12 m
- Urbino 18 Hybrid: dreiachsiger Gelenkbus, Länge 18 m (drei- oder viertürig)

Zum Einbau kommen fünf verschiedene Hybridsysteme in Zusammenarbeit mit Eaton, Allison Transmission, Vossloh Kiepe, Voith Turbo und Škoda Electric.

### Oberleitungsbusse

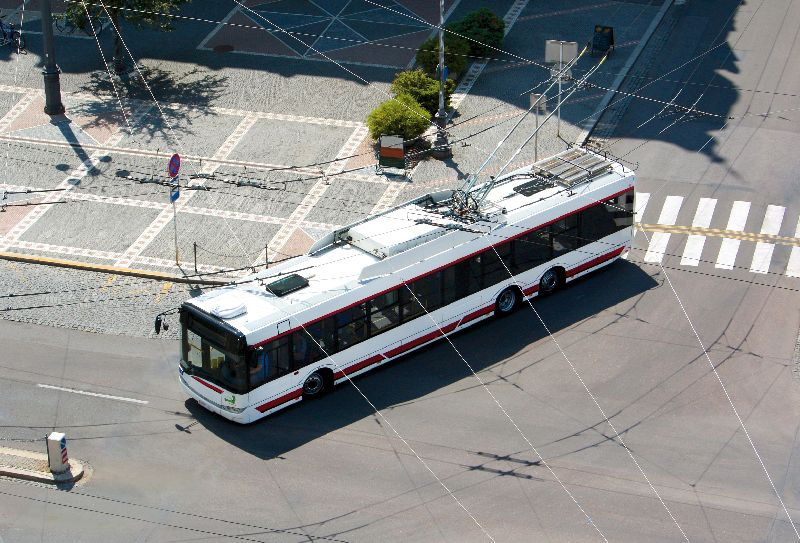
Der Škoda 28Tr ist dem Solaris Trollino 15 sehr ähnlich

- Trollino 12: zweiachsiger Trolleybus, Länge 12 m
- Trollino 15: dreiachsiger Trolleybus, Länge 15 m
- Trollino 18: Gelenk-Trolleybus, Länge 18 m, auch in „Metrostyle“-Version
- Trollino 24: Doppelgelenk-Trolleybus, Länge 24 m[36]

Die Fahrzeuge basieren auf der Urbino-Familie und sind wie sie 2,55 m breit. Die elektrische Ausrüstung stammt von der französischen Firma Cegelec. In der Vergangenheit kooperierte man auch mit der ungarischen Firma Ganz-Škoda, die auch die Endmontage von Fahrzeugen übernahm. Aufgrund technischer Schwierigkeiten wurde diese Zusammenarbeit jedoch beendet.
Der 1000. produzierte Trollino ging im Frühjahr 2015 an die Verkehrsbetriebe Salzburg (dort Wagennr. 333); es handelt sich um einen Gelenk-Trolleybus in der Metrostyle-Version.
Weiter war auch die tschechische Cegelec Zulieferer der elektrischen Ausrüstung. 2024 wurde diese Tochterfirma von Škoda Transportation übernommen und zu Electric Components umfirmiert. Gleiches passierte auch mit Ganz aus Ungarn.

### Reisebusse
- Vacanza 12: Hochdecker, Länge 12 m
- Vacanza 13: Hochdecker, Länge 13 m

Die Fahrzeuge sind 2,55 m breit und werden von Dieselmotoren von DAF angetrieben.

### Spezialfahrzeuge

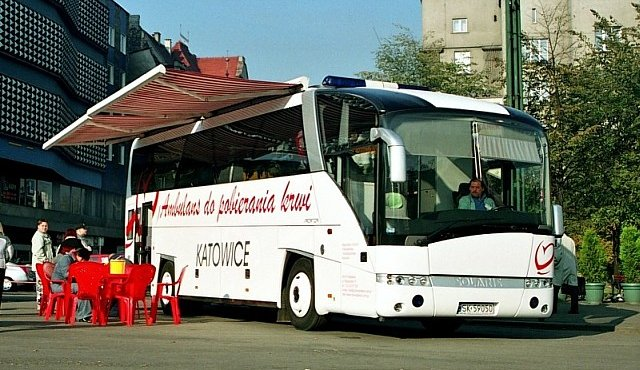
Blutspendebus auf Basis eines Vacanza 12

Neben den gewöhnlichen Linien- und Reisebussen stellt Solaris auch Spezialfahrzeuge für besondere Einsatzzwecke her, die auf den normalen Modellen basieren. Hier hat man sich vor allem auf mobile Blutspendezentren auf Basis des Reisebusmodells Vacanza spezialisiert.

### Weitere Modelle

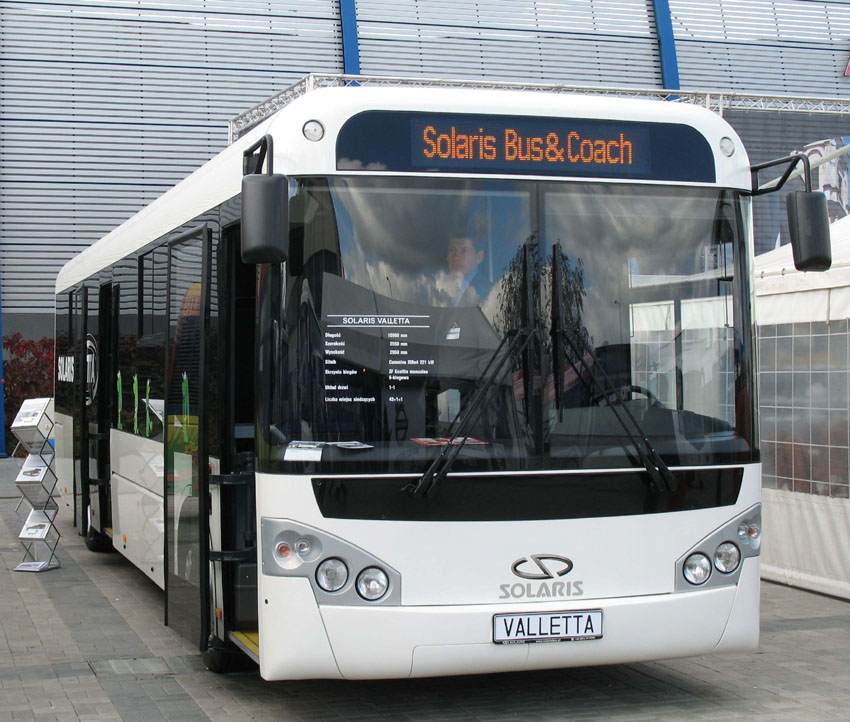
Solaris Valletta als Linkslenker

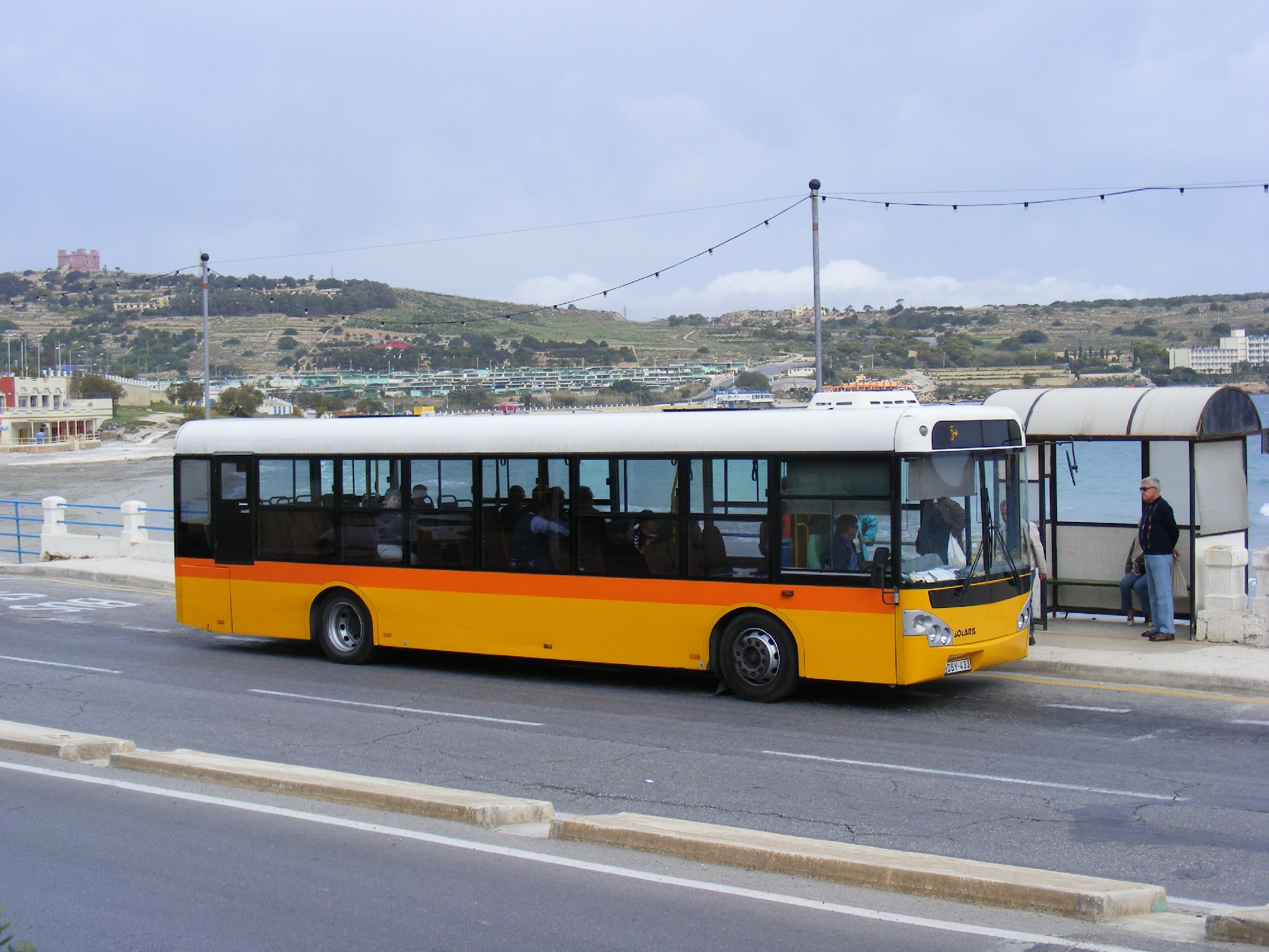
Solaris Valletta als Rechtslenker in Malta

Von 2000 bis 2002 wurde als kürzeste Variante der Urbino-Produktfamilie eine neun Meter lange, als Urbino 9 bezeichnete Version gefertigt. Im Rahmen der Überarbeitung der Modellpalette wurde sie durch den Urbino 10 ersetzt.
Im zweiten Halbjahr 2002 wurde ein für die Bedürfnisse des Busverkehrs auf der Mittelmeerinsel Malta konzipierter niederfluriger Überlandbus vorgestellt, der als Valletta bezeichnet wurde. Basierend auf einer neuen Bodengruppe entstand ein für den Linksverkehr ausgelegter Bus, der aufgrund der maltesischen Straßenverhältnisse nur eine Breite von 2,5 m aufweist. Es wurden lediglich drei Exemplare nach Malta verkauft, bevor die Fertigung eingestellt wurde. Auf der Stadtverkehrsmesse Transexpo im polnischen Kielce wurde 2007 jedoch eine Variante des Valletta gezeigt, die als gewöhnlicher Linkslenker für die Bedürfnisse polnischer Regionalbus-Betriebe ausgelegt war. Eine Serienfertigung hat bislang nicht begonnen.

### Straßenbahn-Fahrzeuge

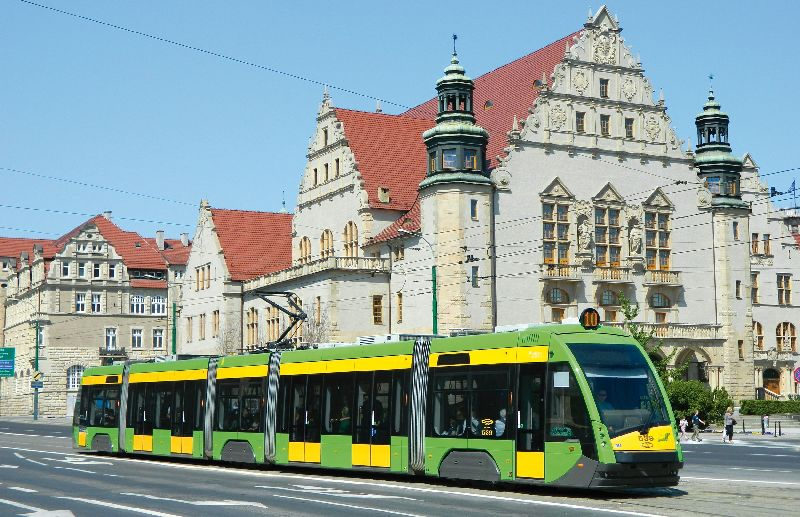
Solaris Tramino Poznań

Im März 2006 unterschrieb Solaris Bus & Coach einen Vertrag mit Bombardier Transportation und Vossloh Kiepe über die Fertigung und Lieferung von dreiteiligen Niederflur-Straßenbahnwagen des Typs Bombardier NGT6/2 an Miejskie Przedsiębiorstwo Komunikacyjne w Krakowie (Krakau). Dabei übernahmen Bombardier die Lieferung des Mechanikanteils, Kiepe die der elektrotechnischen Komponenten und Solaris logistische Aufgaben sowie die Endmontage. Die Vereinbarung umfasste die Lieferung von 50 Einheiten für MPK Krakau und drei Fahrzeuge für die Verkehrsbetriebe in Gdańsk (Danzig) in den Jahren 2007 und 2008.
Unter der Bezeichnung Tramino entwickelte Solaris einen Niederflur-Straßenbahn-Wagentyp, der vorwiegend für den polnischen Markt bestimmt war. Das vollständig niederflurige Straßenbahnfahrzeug war für Längen zwischen 18,8 m (dreiteilig) und 31,7 m (fünfteilig) ausgelegt. Eine Produktion längerer Varianten war jedoch ebenso wie eine Ausführung mit 70 % Niederfluranteil nicht ausgeschlossen. Im Sommer 2009 erfolgte die Jungfernfahrt.
Hauptkonkurrent auf dem polnischen Markt ist die PESA in Bydgoszcz (Bromberg). Die Fahrzeuge wurden auch an die BOStrab angepasst. Solaris ging davon aus, mit Straßenbahnfahrzeugen den gleichen Umsatz wie mit Omnibussen zu erzielen. Zwar waren die zu erwartenden Stückzahlen niedriger, dafür aber die Erträge pro Einheit höher.
In Deutschland haben die Jenaer Nahverkehr GmbH, die Braunschweiger Verkehrs-GmbH und die Leipziger Verkehrsbetriebe (LVB) Traminos geordert. Die fünf für Jena bestimmten Züge waren im Januar 2014 bereits in Betrieb.
2012 unterzeichnete Solaris ebenfalls einen Vertrag mit dem polnischen Olsztyn (Allenstein), das nach 55 Jahren wieder eine Straßenbahn einführt. Die Auslieferung von fünfzehn 29 Meter langen Straßenbahnzügen in Zweirichtungsbauweise erfolgte 2015.
Im September 2016 wurde erstmals eine Offerte auf eine Straßenbahn-Fahrzeug-Ausschreibung im Konsortium mit der polnischen Stadler-Rail-Tochter Stadler Polska eingereicht. Das Werk in Środa Wielkopolska wurde zum 1. April 2017 ins Joint Venture Solaris Tram eingebracht, womit die Zusammenarbeit mit Stadler verstärkt wurde. Die Übernahme von Solaris durch CAF führte im vierten Quartal 2018 schließlich zum vollständigen Verkauf von Solaris Tram an Stadler.